# Bundestagswahlkreis Harburg – Soltau
Der Wahlkreis Harburg – Soltau beziehungsweise Soltau – Harburg war ein Bundestagswahlkreis in Niedersachsen. Er umfasste das Gebiet des Landkreises Harburg, des ehemaligen Landkreises Soltau und vom Landkreis Uelzen die Stadt Uelzen, sowie die Samtgemeinden Altes Amt Ebstorf und Suderburg.
Bei den Bundestagswahlen von 1949 bis 1961 trug der Wahlkreis die Bezeichnung 36 Harburg – Soltau und bei den Wahlen von 1965 bis 1976 die Bezeichnung 30 Soltau – Harburg. 1980 wurde er aufgeteilt in die Wahlkreise 30 Soltau – Rotenburg und 35 Harburg.
Im Zuge der Neuordnung der Wahlkreise vor der Bundestagswahl 2002 wurden wieder Teile der Landkreise Harburg und Soltau-Fallingbostel zum Bundestagswahlkreis 36 Soltau-Fallingbostel – Winsen L. für die Bundestagswahlen 2002 und 2005 zusammengefasst. Dieser Wahlkreis wurde zur Bundestagswahl 2009 wieder aufgelöst, da im nordöstlichen Niedersachsen im Zuge der Einrichtung eines zusätzlichen Wahlkreises die Wahlkreiseinteilung geändert wurde.

## Abgeordnete
Direkt gewählte Abgeordnete des Wahlkreises waren:
| Jahr | Name                     | Partei                  |
| ---- | ------------------------ | ----------------------- |
| 1976 | Herbert Helmrich         | CDU                     |
| 1972 | Karl-Heinz Mursch        | CDU                     |
| 1969 | Karl-Heinz Mursch        | CDU                     |
| 1965 | Hans-Christoph Seebohm   | CDU                     |
| 1961 | Hans-Christoph Seebohm   | CDU                     |
| 1957 | Ernst Pernoll            | CDU                     |
| 1953 | Hans-Christoph Seebohm1) | DP                      |
| 1949 | Wilhelm Bahlburg         | DP, später fraktionslos |

1)1953 war Seebohm der gemeinsame Kandidat eines Wahlbündnisses von CDU, FDP und DP. Die CDU und die FDP stellten keine eigenen Kandidaten auf und riefen zur Wahl von Seebohm auf.